# Łaziska (powiat miński)
Łaziska – wieś sołecka w Polsce położona w województwie mazowieckim, w powiecie mińskim, w gminie Jakubów.
Wieś szlachecka położona była w drugiej połowie XVI wieku w powiecie garwolińskim ziemi czerskiej województwa mazowieckiego. Własność Stanisława Mińskiego.
Za czasów Królestwa Polskiego istniała gmina Łaziska. W latach 1954–1959 wieś należała i była siedzibą władz gromady Łaziska, po jej zniesieniu w gromadzie Jakubów. W latach 1975–1998 miejscowość należała administracyjnie do województwa siedleckiego.
Wierni Kościoła rzymskokatolickiego należą do parafii św. Anny w Jakubowie.